# 布蘭登貝格阿赫河

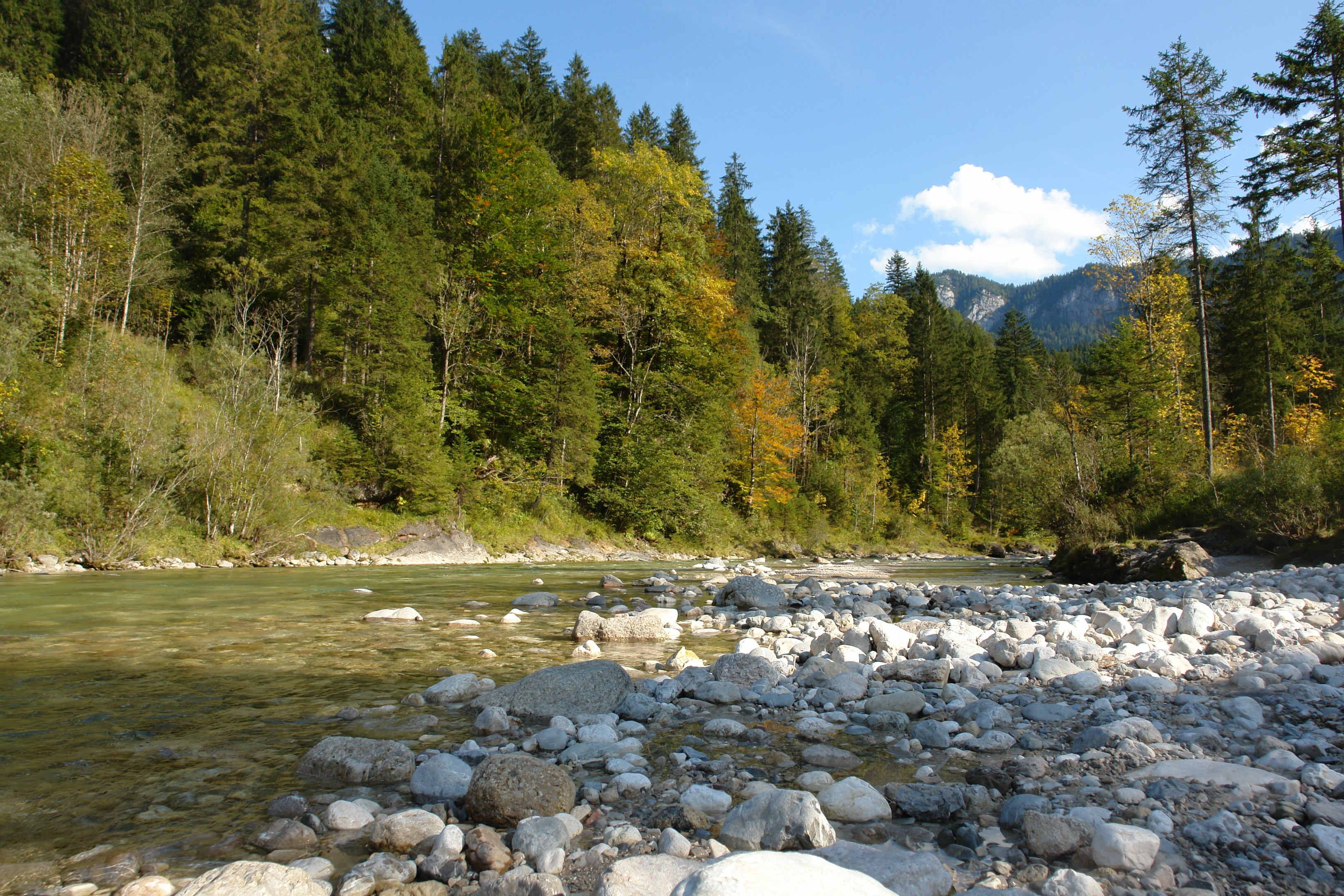

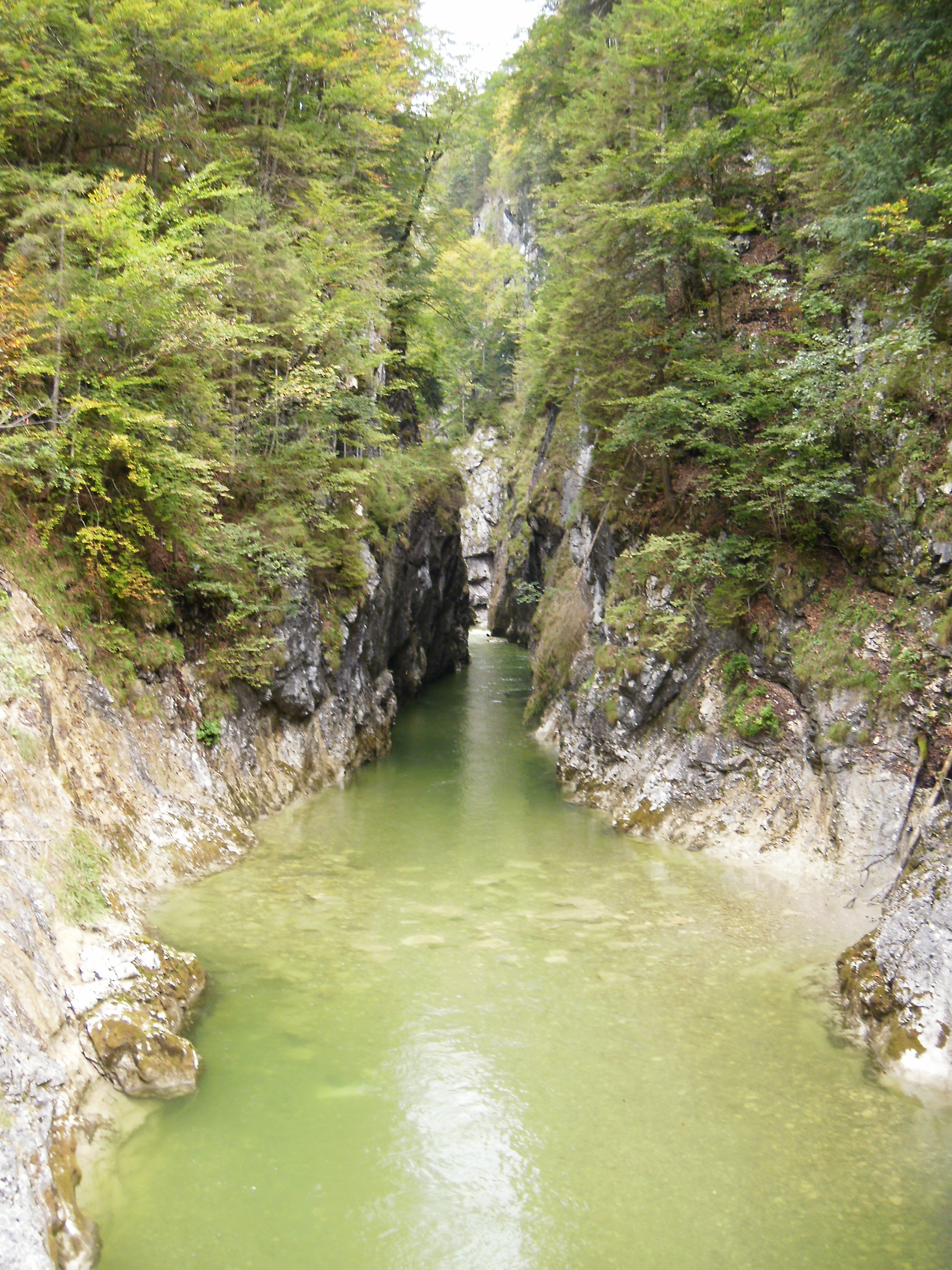

布蘭登貝格阿赫河（德語：Brandenberger Ache），是德國的河流，位於該國東南部，由巴伐利亞負責管轄，屬於因河的左支流，河道全長27.7公里，流域面積282.1平方公里。